# دراژان بیشکوپ
دراژان بیشکوپ (کرواتی: Dražen Biškup؛ زادهٔ ۲۸ دسامبر ۱۹۶۵) بازیکن سابق و مربی فوتبال اهل کرواسی است.
از باشگاه‌هایی که در آن بازی کرده‌است می‌توان به باشگاه فوتبال زاگرب، باشگاه فوتبال آدمیرا واکر مودلینگ، و باشگاه فوتبال دینامو زاگرب اشاره کرد.
وی همچنین در تیم ملی فوتبال کرواسی بازی کرده‌است.